# Saint-Hilaire-d'Ozilhan
 Saint-Hilaire-d'Ozilhan  es una población y comuna francesa, situada en la región de Languedoc-Rosellón, departamento de Gard, en el distrito de Nimes y cantón de Remoulins.

## Demografía
| 321 | 382 | 419 | 461 | 618 | 640 |
| Para los censos de 1962 a 1999 la población legal corresponde a la población sin duplicidades (Fuente: INSEE [Consultar]) |     |     |     |     |     |